# PureOS
PureOS è una distribuzione Linux basata su Debian e incentrata su privacy e sicurezza. L'utente può scegliere l'ambiente desktop da utilizzare tra GNOME e KDE Plasma.
Il progetto è sviluppato da Purism con l'intenzione di creare un sistema operativo per i laptop Librem e per lo smartphone Librem 5 prodotti dall'azienda.
PureOS include solo software libero e fa parte dell'elenco delle distribuzioni Linux libere pubblicato dalla Free Software Foundation.
PureOS unisce i pacchetti software del repository principale "testing" di Debian e utilizza un modello ibrido di rilascio prevedendo un rilascio di versione affiancato a un rolling release.
Il browser predefinito di PureOS è GNOME Web con DuckDuckGo come motore di ricerca predefinito.

## Voci correlate

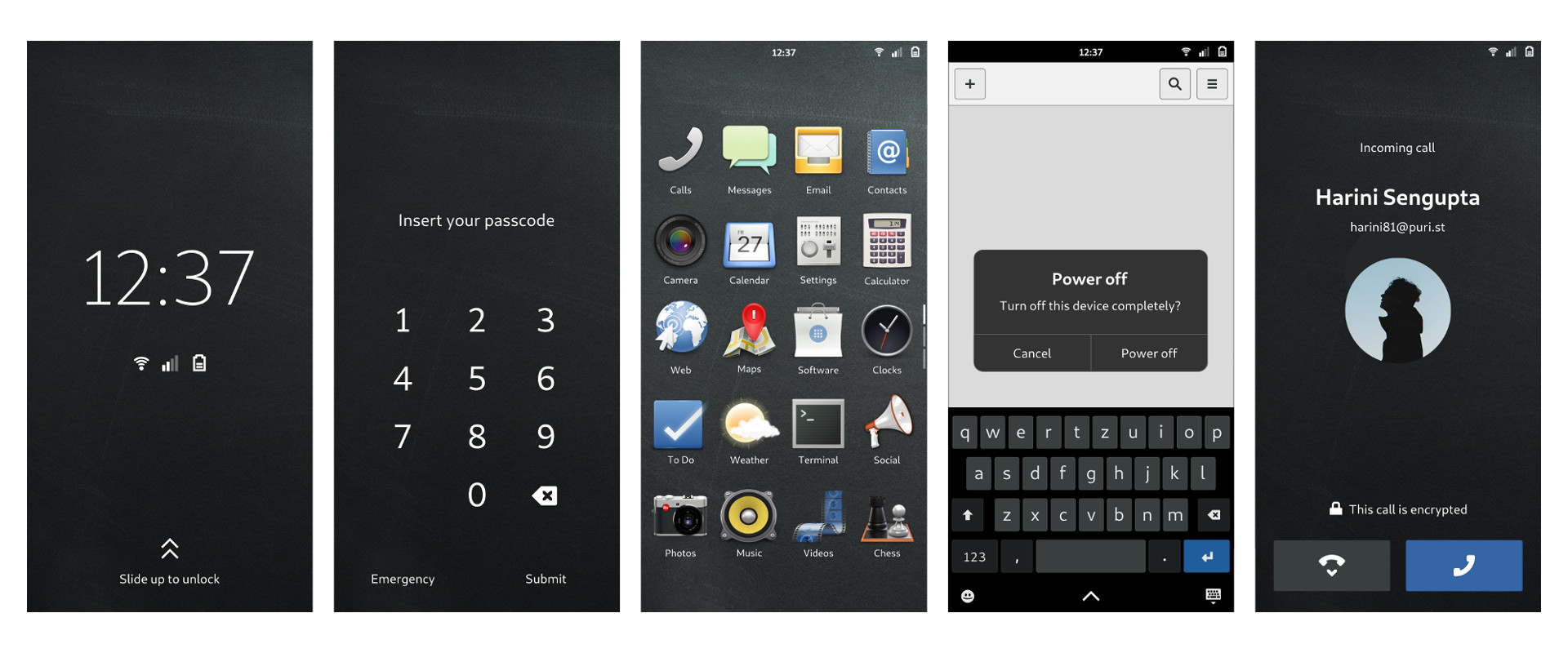
L'interfaccia mobile di PureOS (2018-05)